# Labordea prasina
Labordea prasina är en fjärilsart som beskrevs av Butler 1882. Labordea prasina ingår i släktet Labordea och familjen tofsspinnare. Inga underarter finns listade i Catalogue of Life.